# Maraton
Maraton (Maraton AB Benson, Malmö) is een Zweedse fabrikant van bromfietsen uit de jaren vijftig. Maraton gebruikte ILO-motorblokjes.